# Blasticorhinus waelbroecki
Blasticorhinus waelbroecki is een vlinder uit de familie spinneruilen (Erebidae). De wetenschappelijke naam is voor het eerst geldig gepubliceerd in 1918 door Strand.
De soort komt voor in tropisch Afrika.